# Bikini Kill
Bikini Kill est un groupe de punk rock américain originaire d'Olympia, État de Washington. Formé en octobre 1990, le groupe est considéré comme précurseur du mouvement riot grrrl. De par son propos anti-sexiste et radical, Bikini Kill a inspiré de nombreux groupes punk féminins des années 1990, 2000 et 2010 (tels Big Joanie (en) ou Pussy Riot).

## Biographie

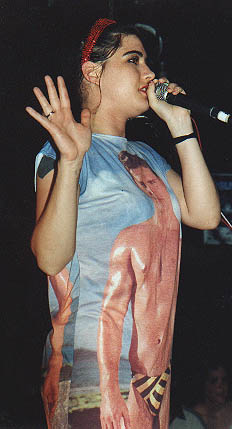
Kathleen Hanna avec Bikini Kill à Sydney, en Australie, en 1996.

Bikini Kill est formé à l'Université Evergreen par Kathleen Hanna, Kathi Wilcox et Tobi Vail, qui travaillent d'abord sur un fanzine intitulé Bikini Kill. Billy Karren, ancien membre de The Go Team, les rejoint. Hanna, qui travaille dans un centre d'accueil de femmes victimes de violence conjugale et/ou de viol,, écrit la plupart des chansons et inscrit le groupe dans une démarche résolument féministe ; cela se traduit, notamment, par l'incitation à venir près de (voire sur) la scène, ou prendre la parole.
Le féminisme radical du groupe lui vaut l'hostilité machiste (insultes, menaces, et projectiles) d'une partie du public. La ville de Washington (D.C.), où le groupe se pose de l'été 1991 à l'été 1992, fait figure d'exception.
Après une première cassette démo diffusée au printemps 1991, Revolution Girl Style Now, Bikini Kill publie, en octobre 1992, l'EP Bikini Kill sur le label indépendant Kill Rock Stars. Produit par Ian MacKaye de Fugazi, ce mini-album permet au groupe d'accroître son public. En mars 1993, le groupe sort un split et tourne en Grande-Bretagne avec Huggy Bear. Cette tournée commune fait l'objet d'un documentaire par Lucy Thane intitulé It Changed My Life: Bikini Kill In The UK. Bikini Kill et le mouvement riot grrrl en général attirent à cette époque une attention croissante des médias. Le groupe considère toutefois que ceux-ci pervertissent le mouvement et appelle ce dernier au silence médiatique.
De retour aux États-Unis, le groupe enregistre avec Joan Jett (ex The Runaways), qu'Hanna décrit comme un exemple de l'esthétique riot grrrl. Jett produit le single New Radio, qui sort en septembre 1993. En octobre sort le premier album de Bikini Kill, Pussy Whipped, enregistré un an auparavant. Deux singles suivent, The Anti-Pleasure Dissertation, à l'été, puis I Like Fucking à l'automne 1995. En avril 1996 sort le second album, Reject All American. Le groupe se sépare en 1997. Une compilation des trois singles sort l'année suivante sous le titre The Singles.

### Après séparation
Kathleen Hanna se reconstruit dans un projet solo, et publie un album sous le pseudo Julie Ruin en septembre 1998. À New York, elle fonde, la même année, Le Tigre, qui produit trois albums, entre 1999 et 2004. En 2009, Hanna constitue The Julie Ruin, où elle retrouvera la bassiste Kathi Wilcox,.
Tobi Vail, Kathi Wilcox et Billy Karren poursuivent The Frumpies, groupe formé à Olympia avec la batteuse Molly Neuman (Bratmobile, The PeeChees) en 1992, et actif jusqu'en 2000. Wilcox collabore ensuite avec la guitariste et chanteuse Christina Billotte (Autoclave, Slant 6, Quix*o*tic) au sein du groupe The Casual Dots, qui publie un album en 2004. En 2010, Wilcox rejoint The Julie Ruin. Vail contribue à de nombreux projets, entre autres, Spider and the Webs, actif entre 2005 et 2015, puis girlSperm (gSp), en 2017.
En 2012, le groupe entreprend la réédition de ses disques sur le label Bikini Kill Records d'ailleurs créé pour l'occasion. En novembre sort la première réédition : Bikini Kill EP,. Cette nouvelle édition contient un fanzine/poster, des notes d'accompagnement de Layla Gibbon (Skinned Teen), et des entretiens avec Ian MacKaye et Molly Neuman. En avril 2014 est réédité le split album avec Huggy Bear intitulé Yeah Yeah Yeah Yeah,. Le disque comprend sept morceaux live inédits, de nouvelles photos, ainsi que des notes signées David Feck (Comet Gain) et Erin Smith (Bratmobile).
En 2015, le groupe réédite sa démo de 1991, Revolution Girl Style Now, accompagnée de trois titres inédits (Ocean Song, Just Once et Playground) et comprenant deux titres non réenregistrés par la suite (Candy et Daddy's L'il Girl).
En novembre 2017, Kathleen Hanna, Tobi Vail et Kathi Wilcox interprètent For Tammy Rae à l'occasion de l'événement « The Raincoats and friends » au lieu The Kitchen, à New York,.
En septembre 2018 est rééditée la compilation The Singles, en disque compact et pour la première fois, en vinyle,.

### Reformation
Au printemps 2019 le groupe remonte sur scène et interprète le répertoire des années 90. Erica Dawn Lyle remplace Billy Karren à la guitare. Les deux albums sont réédités sur Bikini Kill Records.

## Discographie

### Albums studio
- 1991 : Revolution Girl Style Now, démo (auto-production)
- 1993 : Pussy Whipped (Kill Rock Stars/Wiiija)
- 1996 : Reject All American (Kill Rock Stars)

### Compilations
- 1994 : The C.D. Version of the First Two Records (Kill Rock Stars)
- 1998 : The Singles (Kill Rock Stars)

### EP et singles
- 1992 : Bikini Kill (Kill Rock Stars)
- 1993 : Yeah Yeah Yeah Yeah, split EP avec Huggy Bear (Kill Rock Stars/Catcall Records)
- 1993 : New Radio/Rebel Girl (Kill Rock Stars)
- 1995 : The Anti-Pleasure Dissertation (Kill Rock Stars)
- 1995 : I Like Fucking/I Hate Danger (Kill Rock Stars)
- 1996 : Capri Pants – spring tour 1996, split single avec Team Dresch (Banda Bonnot)

## Distinctions
En 2012, le magazine américain Rolling Stone classe l'album The Singles parmi « les 50 (10/50) plus grands albums de tous les temps » de la catégorie « Women who rock ».